# Liga SEHA
La Liga SEHA (del acrónimo en inglés de South East Handball Association), es una liga regional de balonmano del sureste de Europa, con clubes participantes de Bielorrusia, Bosnia y Herzegovina, Croacia, Eslovaquia, Eslovenia, Hungría, Macedonia del Norte, Montenegro y Serbia. Por motivos de patrocinio la competición también recibe el nombre de Gazprom South Stream Liga SEHA. 
Esta liga coexiste con las ligas nacionales de los países participantes y todos los clubes de la Liga SEHA participan en sus competiciones domésticas a partir de abril. Su sede se encuentra en Zagreb y su presidente es Mihajlo Mihajlovski, expresidente del RK Vardar.

## Equipos participantes 2018-19
| País                 | Equipo          | Ciudad   | Pabellón (Capacidad)                      |
| Bielorrusia          | Meshkov Brest   | Brest    | Universal Sports Complex Victoria (3,740) |
| Croacia              | RK Zagreb       | Zagreb   | Sutinska Vrela Sports Hall (2,000)        |
| Croacia              | RK Nexe Našice  | Našice   | Sportska dvorana (2,500)                  |
| Macedonia del Norte  | RK Vardar       | Skopie   | Jane Sandanski Arena (6,000)              |
| Macedonia del Norte  | RK Metalurg     | Skopie   | Avtokomanda Sports Hall (2,000)           |
| Serbia               | Železničar      | Niš      | Čair Sports Center (4,800)                |
| Serbia               | RK Vojvodina    | Novi Sad | SPC Vojvodina (7,000)                     |
| Eslovaquia           | Tatran Prešov   | Prešov   | City Hall Prešov (4,000)                  |
| Bosnia y Herzegovina | HRK Izvidač     | Ljubuški | Ljubuški Sports Hall (4,000)              |
| Rumania              | Steaua Bucarest | Bucarest | Sala Polivalentă (5,300)                  |

## Palmarés
| Temporada | Sede     | Final        | Final             | Final         | Partido por el 3.er puesto | Partido por el 3.er puesto | Partido por el 3.er puesto |
| Temporada | Sede     | Campeón      | Resultado         | Finalista     | Tercero                    | Resultado                  | Cuarto                     |
| --------- | -------- | ------------ | ----------------- | ------------- | -------------------------- | -------------------------- | -------------------------- |
| 2011–12   | Zagreb   | RK Vardar    | 21 – 18           | RK Metalurg   | RK Zagreb                  | 31 – 29                    | HT Tatran Prešov           |
| 2012–13   | Skopie   | RK Zagreb    | 25 – 24           | RK Vardar     | RK Metalurg                | 26 – 21                    | Meshkov Brest              |
| 2013–14   | Novi Sad | RK Vardar    | 29 – 27           | Meshkov Brest | RK Zagreb                  | 36 – 28                    | HT Tatran Prešov           |
| 2014–15   | Veszprém | MKB Veszprém | 32 – 21           | Meshkov Brest | RK Zagreb                  | 26 – 23                    | RK Vardar                  |
| 2015-16   | Varaždin | MKB Veszprém | 28 – 26           | RK Vardar     | RK Zagreb                  | 24 − 23                    | Meshkov Brest              |
| 2016-17   | Brest    | RK Vardar    | 26 – 21           | MKB Veszprém  | Meshkov Brest              | 23 − 19                    | RK Zagreb                  |
| 2017-18   | Skopie   | RK Vardar    | 26 – 24           | RK Zagreb     | RK Celje                   | 31 − 28                    | Meshkov Brest              |
| 2018-19   | Brest    | RK Vardar    | 26 – 23           | RK Zagreb     | Meshkov Brest              | 24 − 19                    | RK Nexe Našice             |
| 2019-20   | Zadar    | MKB Veszprém | 35 – 27           | RK Zagreb     | Meshkov Brest              | 29 − 24                    | RK Zagreb                  |
| 2020-21   | Zadar    | MKB Veszprém | 27 – 27 (4-2 (p)) | RK Zagreb     | Motor Zaporiyia            | 31 − 20                    | Meshkov Brest              |
| 2021-22   | Zadar    | MKB Veszprém | 32-30             | RK Zagreb     | Eurofarm Pelister          | 27 − 23                    | RK Nexe Našice             |